# Кейт Єва Уестлейк
Кейт Єва Уестлейк (англ. Kate Eva Westlake) або Тітка Поллі Воллі (англ. Aunt Polly Wolly) (1856 — 4 березня 1906) — канадська письменниця.

## Біографія
Уестлейк народилася в Інгерлос (англ. Ingersoll), Онтаріо (англ. Ontario). Сім'я переїхала до Лондона, Онтаріо, де її батько займався бізнесом. Одинією з її перших опублікованих робіт був серійний західний сюжет «Stranger Than Fiction», опублікований журналом. 
Займалась редагуванням «Fireside Weekly» — сімена історія, опублікована в Торонто. Іноді підписувала свої роботи як «Тітка Полі Вогг». Вона була баптисткою і підтримувала лібералізм..
У 1891 році було опубліковано дуже успішну книгу — «Sitting Bull's White Ward», в якій вона використала мотив смерті Sitting Bull
. 
Вона писала для канадського журналу. У 1906 році опублікувала «Specimen Spinster». Це була єдина книга, підписана іменем письменниці. Книга розповідала про погляди на життя Тітки Поллі Воллі.
Уестлейк померла у Лондоні, Онтаріо в 1906 році.